# 愛のトリコロール
「愛のトリコロール」（あいのトリコロール）は、1977年4月に発表された豊川誕の非売品シングルである。

## 概要
ラコテイグループのティーン向け雑貨洋品店「仲なおりSHOP」は、1977年春に豊川をイメージキャラクターに起用した。本シングルはその際のテレビCMソングを収録したものである。
プロモーション用に特別にレコード化されたもので、非売品である（規格品番はYESA-42）。
2022年10月時点 両曲 未CD化。

## 収録曲
- 両曲、作詞:横井弘、作曲:佐瀬寿一、編曲:船山基紀

1. 愛のトリコロール [3:00]
2. イチゴ畑 [2:58]

## 仲なおりSHOP
仲なおりSHOP（なかなおりショップ）は、1970年代後半にラコテイグループの仲なおりセールスプロモーション株式会社が運営していたティーン向け雑貨洋品店（またはキャラクターグッズ専門店）である。同じくラコテイグループの商品開発・版権管理会社である仲なおりプロダクション株式会社が開発したキャラクターの関連商品などを販売しており、店舗はトリコロールカラーを基調、“トータル・ファッション・ショップ”をコンセプトとしていた。
1976年3月17日、アブアブ上野店に第1号店を開業。同年8月末までに194店舗を出店するなど急激に事業を拡大したことで注目された。